# Luméville-en-Ornois
Luméville-en-Ornois es un pueblo y antigua comuna francesa del Mosa hasta diciembre de 1972. Desde el 1 de enero de 1973, Luméville-en-Ornois es fusionada con Gondrecourt-le-Château, junto Tourailles-sous-Bois. Luméville-en-Ornois tiene el estatus de común asociado.

## Personalidades
El historiador Fernand Braudel (1902-1985) nació en la aldea.